# Bosses glissantes
En mathématiques, les bosses glissantes sont une dénomination, créée par Jean-Louis Ovaert, pour désigner les familles de fonctions de type {\displaystyle f_{n}:x\mapsto {\frac {1}{1+(x-n)^{2}}}}.
Elles forment un contre-exemple classique au théorème de convergence dominée de Henri Lebesgue lorsqu'on oublie l'hypothèse de domination sur l'intervalle d'intégration, ici la droite réelle.

## Démonstration
Un changement de variable montre que l'intégrale sur {\displaystyle \mathbb {R} } de ces fonctions vaut constamment {\displaystyle \pi }.
La limite simple de ces fonctions est la fonction nulle.